# Cis-Crotonaldehyd
cis-Crotonaldehyd ist eine organisch-chemische Verbindung aus der Stoffgruppe der ungesättigten Aldehyde. Es ist ein Strukturisomer der Crotonaldehyde, daneben existiert noch der technisch weitaus bedeutendere trans-Crotonaldehyd.

## Vorkommen
In der Natur kommt cis-Crotonaldehyd vor allem im Crotonöl, welches aus den Pflanzen der Gattung Croton gewonnen wird, vor.

## Eigenschaften

### Physikalische Eigenschaften
cis-Crotonaldehyd hat eine relative Gasdichte von 2,42 (Dichteverhältnis zu trockener Luft bei gleicher Temperatur und gleichem Druck) und eine Dichte von 0,8477 g·cm−3.

### Chemische Eigenschaften
cis-Crotonaldehyd ist eine leicht entzündbare, farblose Flüssigkeit aus der Stoffgruppe der ungesättigten Aldehyde. Der Stoff ist leicht löslich in Wasser und wird jedoch auch als gewässergefährdend eingestuft. Des Weiteren ist cis-Crotonaldehyd leicht flüchtig. Bei Reaktionen mit Laugen, Säuren oder 1,3-Butadien kann es zur Bildung explosionsartiger Gemische kommen. Außerdem kann der Stoff in gefährlicher Weise mit Oxidationsmittel zu weiteren Produkten reagieren. (Z)-But-2-enal ist das cis-Strukturisomer, das zusammen mit dem weitaus bedeutenderen trans-Crotonaldehyd die Stoffgruppe der Crotonaldehyde bildet.

## Verwendung
Das Strukturisomer cis-Crotonaldehyd findet in der chemischen Industrie aufgrund seiner thermodynamischen Instabilität eher weniger Anwendung. Mit Oxidationsmitteln kann es zur cis-Crotonsäure (Isocrotonsäure) oxidiert werden, die Reduktion hingegen liefert cis-Crotylalkohol.

## Sicherheitshinweise
Die Flüssigkeit und die Dämpfe von cis-Crotonaldehyd sind leicht entzündlich. Der Stoff ist giftig bei Hautkontakt oder Verschlucken, beim Einatmen besteht Lebensgefahr. Bei Aufnahme oder Verschlucken kann es zu starken Reizwirkungen auf Atemwege, Haut und Augen kommen. Außerdem werden die Organe dauerhaft geschädigt. cis-Crotonaldehyd kann vermutlich genetische Defekte verursachen.